# 加賀爪タッド
加賀爪タッド（かがつめ タッド）は、日本の音楽プロデューサー、トラックメイカー、ボーカリスト、ギタリスト、ピアニスト、作詞・作曲家、編曲家、実業家。本名は加賀爪 忠勝（かがつめ ただかつ）。
株式会社ボイスクル エンタテインメント代表取締役、Toonoff Works代表。島根県松江市出身で、松江観光大使を務める。東京都墨田区にあるiU大学(iU 情報経営イノベーション専門職大学)の大学客員教授。

## 概略
2008年、アニメ『デトロイト・メタル・シティ』の楽曲へ参加。マリンエンタテインメントから声優、森川智之がボーカルを務めるロックバンド、「BLACK VELVET」でデビュー。ギター、DJ、コーラス、作詞を担当。2010年、アリオラジャパンからVANILLASKYでラッパーとして、メジャー・デビュー。VANILLASKY解散後も小野大輔、近藤孝行、斎賀みつき、逢坂良太、花江夏樹、日野聡、立花慎之介ほか多数の声優への作詞提供、声優、アニメ系のライブでのギタリスト、DJとしても活動。ANFiNYのデジタルシングル「ily」を作詞・作曲・音楽プロデュース、映画『神の発明。悪魔の発明。』主題歌に抜擢。
2017年、母校である島根県立松江東高等学校にて卒業生特別講演を行った。この年12月21日、松江観光大使に任命され、各社新聞、雑誌、ニュース番組に取り上げられる。
2021年、株式会社VOICECL ENTERTAINMENT設立、代表取締役Toonoff Works発足。
2023年、日本レコード協会2023「ゴールドディスク」受賞。iU大学（(iU 情報経営イノベーション専門職大学)）大学客員教授に就任。
2024年、日本医療科学大学　新学歌「大空へ帆をあげて」作詞、作曲(共に加賀爪忠勝名義)を担当。
2025年、内閣府孤独・孤立対策事業TikTok番組 企画・演出・音楽を監修
「ささつな自治体」第1回LFJ47アンバサダー及び運営事務局副局長 に就任

## 作品

### 提供作品
五十音順
- アイドリング!!!
  - シャウト!!!（作曲）
- 逢花(逢坂良太・花江 夏樹)
- 閃光アジテーター（作詞）
- 逢坂市立花江学園OP主題歌「空色のブックマーク」（作詞）
- ANFiNY 「STREET GIRL」「Last Train Home」「体温」「ily」（作詞・作曲・音楽プロデュース）
- SKE48  34thシングル「Tick tack zack」作曲、編曲
- BOYS AND MEN 「僕のスマートフォン壊れたら君は僕に会いに来てくれるかな?」（作詞・作曲・音楽プロデュース）
- ボイメンエリア研究生「Sleeping Beauty」「君が焦がした恋のパンケーキ、僕は食べちゃいたいなと思った」（作詞・作曲・音楽プロデュース）
- ELEKITER ROUND 0（日野聡、立花慎之介の音楽ユニット）
  - 孤独の太陽（作詞）
  - Lucifer（作詞）
  - World's end supernova（作詞）
  - 月の砂漠のジプシー（作詞）
- 斎賀みつきfeat.JUST
  - Heart shaped killing emotion（作詞）
    - WEBラジオ『今日からマ王! 眞魔国放送協会（SHK）』第二期テーマソング）

  - Just go ahead!（作詞）
    - WEBラジオ『斎賀・浪川のDriver's High!!』テーマソング
- 斎賀みつき feat.JUST with ELEKITER ROUND 0（日野聡&立花慎之介ユニット）
  - アルバム「Divine chair」（全曲作詞）
- 斎賀みつき feat.JUST with 羽多野渉
  - アルバム「RUN!」（全曲作詞）
- 斎賀みつき feat.JUST with 寺島拓篤
  - アルバム「泡沫BLACKBIRD」（全曲作詞） 「月の砂漠のジプシー」（作詞）
- 櫻坂46
  - Dead end（作曲・TomoLowと共作）
- Chu-Z
  - 花のアーチ（作詞・作曲）
- feelNEO 「○△□-maru sankaku massikaku」「僕は夢を嫌いにならない」「星の下の僕らの話」「Kibidango and tapioca Randevous」「影鬼退治」「地方アイドルなんて売れない」「tiktak」（作詞・作曲・音楽プロデュース）
- BLACK VELVET
  - I still…
  - Wack head to the blue sky
  - Coma
  - Bleed
  - revive
  - Vermilion pavilion
  - Gimme Gimme Gimme -love and venom-
  - I still… (Love ver.)
  - bad monkeys summit
  - roar
  - Velvet sky
  - Don't you get lost in the heaven
  - Bring me back hell yeah!
- Little Glee Monster
  - 「だから、ひとりじゃない」（作曲/Carlos.Kと共作）
- Nornis「だから、ひとりじゃない」カバー（作曲/Carlos.Kと共作）
- 高橋一輝
  - 「at home」
  - 「LANDSCAPE」（作曲）
  - 「アオハル」（作曲）

【TVドラマ】
フジテレビFOD配信ドラマ
「パーフェクトプロポーズ」
劇伴音楽(作曲)

### 参加
- SOUL'd OUTのBro.Hi（ラップ)
- E.P.O（ラップ）
- UNDER DOG（ボーカル）（作詞）※パチンコ CR花鳥風月

## 出演

### ラジオ
- 渋谷アーティストコネクション（渋谷クロスFM、2017年1月-）レギュラーMC[6]